# 587 Dywizja Grenadierów Ludowych (III Rzesza)
587 Dywizja Grenadierów Ludowych (niem. 587. Volks-Grenadier-Division "Groß-Görschen") – niemiecka dywizja z czasów II wojny światowej, sformowana na poligonie Wandern na mocy rozkazu z 2 września 1944, w 32. fali mobilizacyjnej w III Okręgu Wojskowym.

## Struktura organizacyjna
- Struktura organizacyjna we wrześniu 1944 :

1., 2. i 3. pułk grenadierów Groß Görschen, pułk artylerii Groß Görschen, batalion pionierów Groß Görschen, dywizyjna kompania fizylierów Groß Görschen, oddział przeciwpancerny Groß Görschen, oddział łączności Groß Görschen, polowy batalion zapasowy Groß Görschen.

## Szlak bojowy
Dywizja na mocy rozkazu z dnia 13 października 1944  posłużyła do odtworzenia 257 Dywizji Piechoty. Dowódca dywizji nigdy nie został mianowany.